# Albrecht Ade
Albrecht Ade (* 14. September 1932 in Tübingen) ist deutscher emeritierter Professor, Fotograf und Trickfilmer, der in Stuttgart und Ludwigsburg wirkt. Er ist der Gründer und war bis 2001 künstlerischer Direktor der Filmakademie Baden-Württemberg.

## Ausbildung
Von 1952 bis 1956 studierte Albrecht Ade an der Staatlichen Akademie der Bildenden Künste Stuttgart bei Walter Brudi Typografie und Buchgrafik. Er war von 1963 bis 1964 Gaststudent an der Universität zu Köln für Theorie der Massenkommunikation bei Alphons Silbermann.

## Akademische Laufbahn
Albrecht Ade nahm einen Lehrauftrag an der Fachhochschule für die grafische Industrie Stuttgart für Typografie von 1956 bis 1960 wahr. Von 1960 bis 1970 war Ade als Dozent für Typografie und Grafik-Design an der Werkkunstschule Wuppertal tätig. 1971 wurde er zum Professor für Visuelle Kommunikation und Animationsfilm im Fachbereich Kunst und Design der Bergischen Universität Wuppertal berufen. Von 1975 bis 1976 war er Dekan im Fachbereich Kunst und Design der Universität Wuppertal. Zum Wintersemester 1976/77 folgte der Ruf an die Staatliche Akademie der Bildenden Künste Stuttgart für das Lehrgebiet Grafik-Design (Nachfolge Eugen Funk). Dort baute er im Rahmen des 1977 eingerichteten Diplomstudiengangs Grafik-Design eine AV-Werkstatt sowie die Studiengruppe Animationsfilm auf und leitete sie bis 1991. Erstmals umfassend trat die Studiengruppe 1982 mit der von einem Katalog begleiteten Ausstellung „Filmzeichnungen“ anlässlich der „1. Internationalen Trickfilmtage Stuttgart“ im Landespavillon Baden-Württemberg in Erscheinung. Die insbesondere von den Studierenden Roman Lang, Thomas Meyer-Hermann, Christoph Simon, Renate Stürmer, Helga Thamm stammenden Trickfilm-Beiträge, deren „Realisierung von der Idee über das Drehbuch bis zum Drehen und Produzieren vom Filmer selbständig verwirklicht“ wurde, erwiesen sich als „eine Befreiung von den engen formalen Fesseln des konventionellen Mediums“ und „programmatische Öffnung für viele Gestaltungstechniken“. Eine Bereicherung des Veranstaltungsgeschehens der Akademie lieferte über einen längeren Zeitraum die von Albrecht Ade 1979 gestartete Ausstellungsreihe „Zwischen Studium und Praxis“.

## Wirken
1969 gründete und übernahm Ade die Leitung der Arbeitsgruppe Animationsfilm (Wuppertaler Manifest des Animationsfilms). Er hatte Aufenthalte in den Kratky-Animationsstudios in Prag und nahm an Filmfestivals unter anderem in Oberhausen, Mannheim, Annecy, Zagreb, London und Hiroshima teil. 1982 gründete er das Internationale Trickfilmfestival Stuttgart und leitete es bis 2002. Die Besucherzahl betrug im Jahr 2002 zirka 50.000. Von 1987 bis 1988 führte er das Forschungsprojekt Computeranimation, neue digitale Techniken in der medialen Anwendung im Auftrag des Bundesministeriums für Wissenschaft, Forschung und Kunst in Kooperation mit den TC-Studios in Ludwigsburg und dem Lehrbeauftragten Thomas Haegele durch. Er führte sein Studio für Grafik-Design und Animationsfilm, Imagefilme, Lehrfilme, Commercials von 1972 bis 1989.
1977 gründete Ade die Klasse für Trickfilm („Trickfilm-Klasse“) und übernahm deren Leitung an der Kunstakademie Stuttgart.
1991 baute Albrecht Ade die Filmakademie Baden-Württemberg (FABW) in Ludwigsburg auf, als deren Gründungsdirektor von 1991 bis 2000. Er war verantwortlich bei der Standortentscheidung für Ludwigsburg im ehemaligen Mathilden-Kasernenareal, für das Konzept und die Struktur der Lehre der Filmakademie, für den Aufbau einer modernen Technik und für die Anwerbung des hochqualifizierten Lehrpersonals.
Ade ist weiterhin Mitglied der Vergabekommission der Medien- und Filmgesellschaft Baden-Württemberg (MFG) und Mitglied der Programmauswahl für den internationalen Wettbewerb beim Trickfilmfestival Stuttgart.
Der inzwischen emeritierte Professor ist Vorsitzender des Fördervereins der FABW (Förderverein der Filmakademie Baden-Württemberg e. V. seit 1993). Bis 2003 war er Vorsitzender des Aufsichtsrats der Film- und Medienfestival GmbH, die unter anderem für die Ausrichtung der Europäischen Kurzfilmbiennale Ludwigsburg verantwortlich ist.

## Ehrungen
- 1997: Verdienstkreuz am Bande der Bundesrepublik Deutschland
- 2001: Verdienstorden des Landes Baden-Württemberg[5]